# Amphilophium
- Commons
- Wikispecies

Amphilophium Kunth é um género botânico pertencente à família Bignoniaceae.

## Sinonímia
- Endoloma Raf.

## Espécies
As principais espécies são:
| Amphilophium aschersonii Amphilophium blanchetii Amphilophium ecuadorense Amphilophium effusus Amphilophium glanduliferum Amphilophium glaziovii Amphilophium jelskii Amphilophium macrophyllum Amphilophium molle Amphilophium mollicomum Amphilophium mutisii | Amphilophium oxylophium Amphilophium paniculatum Amphilophium pannosum Amphilophium paraguariense Amphilophium perbracteatum Amphilophium pilosum Amphilophium pubescens Amphilophium purpureum Amphilophium sandwithii Amphilophium vauthieri Amphilophium xerophilum |

- «Lista completa»